# Guillaume Van Den Eynde
Guillaume Isaac Van Den Eynde (ur. 12 października 1884 – zm. 19 października 1948) – belgijski piłkarz grający na pozycji obrońcy. Był reprezentantem Belgii.

## Kariera klubowa
Swoją karierę piłkarską Van Den Eynde rozpoczął w klubie Vlaamsche SV z Brugii. W 1901 roku przeszedł do Royale Union Saint-Gilloise. Z klubem tym sześciokrotnie wywalczył mistrzostwo Belgii w sezonach 1903/1904, 1904/1905, 1905/1906, 1906/1907, 1908/1909 i 1909/1910 oraz dwukrotnie wicemistrzostwo Belgii w sezonach 1907/1908 i 1911/1912.

## Kariera reprezentacyjna
W reprezentacji Belgii Van Den Eynde zadebiutował 1 maja 1904 w zremisowanym 3:3 meczu Évence Coppée Trophy z Francją, rozegranym w Uccle. Od 1904 do 1912 rozegrał w kadrze narodowej 13 meczów i strzelił 1 gola.